# Telemark-Weltmeisterschaft 2011
Die Telemark-Weltmeisterschaft 2011 (offiziell FIS Telemark WSC 2011) fand vom 16. bis 19. März 2011 in Rjukan, Norwegen statt.
Die Wettbewerbe fanden auf den Wettkampfstrecken des seit 1995 in Gaustablikk ausgetragenen Telemark-Weltcup statt. Es werden Wettbewerbe in den Disziplinen Riesenslalom, Sprint Classic und Classic ausgetragen.
Nach der Telemark-Weltmeisterschaft 2009 in Österreich war Rjukan wieder ein Austragungsort in der der Sportart den Namen gebenden Region Telemark.

## Teilnehmer
| Europa (12 Länder)                                                       | Europa (12 Länder)                                                               |
| ------------------------------------------------------------------------ | -------------------------------------------------------------------------------- |
| - Dänemark - Deutschland - Frankreich - Finnland - Norwegen - Österreich | - Slowenien - Schweden - Schweiz - Spanien - Tschechien - Vereinigtes Königreich |
| Amerika (2 Land)                                                         |                                                                                  |
| - Kanada                                                                 | - Vereinigte Staaten                                                             |
| Asien (1 Land)                                                           |                                                                                  |
| - Japan                                                                  |                                                                                  |

## Streckendaten
|                            | Riesenslalom       | Classic               | Classic Sprint        |
| -------------------------- | ------------------ | --------------------- | --------------------- |
| Datum                      | 16. März           | 17. März              | 19. März              |
| Startzeit 1. Lauf (Frauen) | 10:00 Uhr          | 11:00 Uhr             | 11:00 Uhr             |
| Startzeit 2. Lauf (Frauen) | 14:00 Uhr          | –                     | 15:00 Uhr             |
| Startzeit 1. Lauf (Männer) | 10:50 Uhr          | 12:05 Uhr             | 11:35 Uhr             |
| Startzeit 2. Lauf (Männer) | 14:50 Uhr          | –                     | 15:35 Uhr             |
| Seehöhe Start              | 1210 m             | 1120 m                | 1093 m                |
| Seehöhe Ziel               | 908 m              | 860 m                 | 948 m                 |
| Höhendifferenz             | 908 m              | 260 m                 | 145 m                 |
| Kurssetzer 1. Lauf         | Michel Bonny (SUI) | Eivind Modalsli (NOR) | Michel Bonny (SUI)    |
| Kurssetzer 2. Lauf         | Per Bylund (SWE)   | –                     | Eivind Modalsli (NOR) |
| Tore 1. Lauf               | 40                 | 42                    | 14                    |
| Tore 2. Lauf               | 39                 | –                     | 14                    |
| Wetter                     | sonnig             | bewölkt               | sonnig                |
| Temperatur Start           | −5 °C              | −10 °C                | −2 °C                 |
| Temperatur Ziel            | −5 °C              | −8 °C                 | −1 °C                 |

## Medaillenspiegel

### Nationen
| Platz | Land        | Gold | Silber | Bronze | Gesamt |
| ----- | ----------- | ---- | ------ | ------ | ------ |
| 1     | Norwegen    | 2    | 2      | 3      | 7      |
| 2     | Schweiz     | 2    | 1      | 2      | 5      |
| 3     | Schweden    | 1    | 1      | -      | 2      |
| 4     | Frankreich  | 1    | -      | 1      | 2      |
| 5     | Deutschland | -    | 2      | -      | 2      |

### Sportler
| Platz | Sportler(in)     | Land | Gold | Silber | Bronze | Gesamt |
| ----- | ---------------- | ---- | ---- | ------ | ------ | ------ |
| 1     | Amélie Reymond   | SUI  | 2    | 1      | 0      | 3      |
| 2     | Philippe Lau     | FRA  | 1    | 0      | 0      | 1      |
| 3     | Sigrid Rykhus    | NOR  | 1    | 2      | 0      | 3      |
| 4     | Mattias Wagenius | SWE  | 1    | 1      | 0      | 2      |
| 5     | Eirik Rykhus     | NOR  | 1    | 0      | 1      | 2      |
| 6     | Tobias Müller    | DEU  | 0    | 2      | 0      | 2      |
| 7     | Sandrine Meyer   | SUI  | 0    | 0      | 2      | 2      |
| 8     | Anne Marit Enger | NOR  | 0    | 0      | 1      | 1      |
| 8     | Sven Lau         | FRA  | 0    | 0      | 1      | 1      |

## Frauen

### Riesenslalom
| Platz | Name                  | Zeit 1.     | Zeit 2.     | Gesamt      |
| ----- | --------------------- | ----------- | ----------- | ----------- |
| 01    | Amélie Reymond        | 1:15,14 min | 1:14,42 min | 2:31,56 min |
| 02    | Sigrid Rykhus         | 1:15,84 min | 1:14,41 min | 2:33,25 min |
| 03    | Sandrine Meyer        | 1:15,84 min | 1:14,41 min | 2:34,08 min |
| 04    | Katinka Knudsen       | 1:17,89 min | 1:16,56 min | 2:35,45 min |
| 05    | Anne Marit Enger      | 1:19,70 min | 1:18,43 min | 2:38,13 min |
| 06    | Lisa Englund          | 1:18,55 min | 1:20,21 min | 2:41,76 min |
| 07    | Laura Grenier-Soliget | 1:19,13 min | 1:18,61 min | 2:43,74 min |
| 08    | Julie Duedahl         | 1:23,44 min | 1:21,67 min | 2:46,11 min |
| 09    | Monika Rieder         | 1:21,26 min | 1:20,16 min | 2:46,42 min |
| 10    | Susann Schubert       | 1:22,39 min | 1:20,44 min | 2:46,83 min |

### Classic
| Platz | Name                  | Zeit        |
| ----- | --------------------- | ----------- |
| 01    | Sigrid Rykhus         | 2:00,34 min |
| 02    | Amélie Reymond        | 2:00,75 min |
| 03    | Anne Marit Enger      | 2:08,61 min |
| 04    | Sandrine Meyer        | 2:08,83 min |
| 05    | Katinka Knudsen       | 2:08,87 min |
| 06    | Susann Schubert       | 2:12,74 min |
| 07    | Julie Duedahl         | 2:13,25 min |
| 08    | Lisa Englund          | 2:13,78 min |
| 09    | Laura Grenier-Soliget | 2:17,07 min |
| 10    | Thea Lunde            | 2:19,35 min |

### Sprint Classic
| Platz | Name                     | Zeit 1.     | Zeit 2.     | Gesamt      |
| ----- | ------------------------ | ----------- | ----------- | ----------- |
| 01    | Amélie Reymond           | 55,64 s     | 56,97 s     | 1:53,61 min |
| 02    | Sigrid Rykhus            | 57,06 s     | 58,28 s     | 1:56,34 min |
| 03    | Sandrine Meyer           | 58,35 s     | 58,44 s     | 1:56,79 min |
| 04    | Katinka Knudsen          | 1:01,45 min | 1:00,62 min | 2:02,07 min |
| 05    | Susann Schubert          | 1:00,05 min | 1:02,52 min | 2:04,57 min |
| 06    | Anne Marit Enger         | 1:00,37 min | 1:01,71 min | 2:06,08 min |
| 07    | Julie Duedahl            | 1:02,21 min | 1:03,13 min | 2:07,34 min |
| 08    | Thea Lunde               | 1:01,58 min | 1:02,52 min | 2:08,10 min |
| 09    | Nolwenn Faivre           | 1:04,53 min | 1:04,38 min | 2:08,91 min |
| 10    | Maren Ulvestad Haugstuen | 1:02,20 min | 1:03,54 min | 2:09,74 min |

## Männer

### Riesenslalom
| Platz | Name                 | Zeit 1.     | Zeit 2.     | Gesamt      |
| ----- | -------------------- | ----------- | ----------- | ----------- |
| 01    | Eirik Rykhus         | 1:12,37 min | 1:11,97 min | 2:24,34 min |
| 02    | Mattias Wagenius     | 1:11,56 min | 1:12,05 min | 2:24,61 min |
| 03    | Harald Kværner       | 1:11,92 min | 1:10,97 min | 2:24,89 min |
| 04    | Fritz Trojer         | 1:13,57 min | 1:12,19 min | 2:26,76 min |
| 05    | Ondřej Hegar         | 1:13,51 min | 1:13,26 min | 2:27,77 min |
| 06    | Daniel Forrer        | 1:12,82 min | 1:12,05 min | 2:27,87 min |
| 07    | Chris Lau            | 1:13,88 min | 1:13,16 min | 2:28,04 min |
| 08    | Thomas Sand Nordberg | 1:14,49 min | 1:13,87 min | 2:28,36 min |
| 09    | Shane Anderson       | 1:14,31 min | 1:13,78 min | 2:29,09 min |
| 10    | Cory Snyder          | 1:13,25 min | 1:13,11 min | 2:29,36 min |

### Classic
| Platz | Name                | Zeit        |
| ----- | ------------------- | ----------- |
| 01    | Mattias Wagenius    | 2:07,33 min |
| 02    | Tobias Müller       | 2:07,69 min |
| 03    | Eirik Rykhus        | 2:07,71 min |
| 04    | Harald Kværner      | 2:08,02 min |
| 05    | Daniel Forrer       | 2:08,82 min |
| 06    | Jørgen Holst        | 2:10,27 min |
| 07    | Philippe Lau        | 2:10,49 min |
| 08    | Bastien Dayer       | 2:11,06 min |
| 09    | Sondre Kristenstuen | 2:12,45 min |
| 10    | Chris Lau           | 2:12,62 min |

### Sprint Classic
| Platz | Name                 | Zeit 1. | Zeit 2. | Gesamt      |
| ----- | -------------------- | ------- | ------- | ----------- |
| 01    | Philippe Lau         | 52,26 s | 53,79 s | 1:46,05 min |
| 02    | Tobias Müller        | 53,69 s | 53,72 s | 1:48,41 min |
| 03    | Sven Lau             | 53,45 s | 55,28 s | 1:48,73 min |
| 04    | Daniel Forrer        | 54,77 s | 55,11 s | 1:49,88 min |
| 05    | Bastien Dayer        | 52,93 s | 55,10 s | 1:50,03 min |
| 06    | Antoine Bouvier      | 54,75 s | 56,00 s | 1:50,75 min |
| 07    | Jørgen Holst         | 54,90 s | 55,88 s | 1:50,78 min |
| 08    | Thomas Sand Nordberg | 55,29 s | 55,71 s | 1:51,00 min |
| 09    | Shane Anderson       | 54,92 s | 56,33 s | 1:51,25 min |
| 10    | Eirik Rykhus         | 54,47 s | 56,45 s | 1:51,92 min |